# خیابان کنزینگتون های
خیابان کنزینگتون های (انگلیسی: Kensington High Street) یک خیابان مرکز خرید در لندن است.
این خیابان که در ناحیه کنزینگتون قرار دارد ادامه خیابان کنزینگتون رود و بخشی از جاده ای۳۱۵ است، ایستگاه متروی خیابان کنزینگتون های و ایستگاه کنزینگتون (المپیا) در این خیابان قرار دارد.
خیابان کنزینگتون‌های مرکز فروشگاه‌های خرده‌فروشی همچون دری و تامز، هول فودز مارکت و نمایندگی یونیورسال میوزیک گروپ، سونی میوزیک، گروه موسیقی وارنر، ئی‌ام‌آی و همچنین شرکت بریستول کارز می‌باشد.